# IFNA6
IFNA6‏ (Interferon alpha 6) هوَ بروتين يُشَفر بواسطة جين IFNA6 في الإنسان.